# Seskar
Seskar (Russisch: Сескар, Fins: Seiskari, Zweeds: Seitskär) is een Russisch eiland in de Finse Golf, ten oosten van het grotere eiland Mosjtsjnyj en 80 km ten westen van Sint-Petersburg.
Er wonen twee families op het eiland en beheren een niet-geautomatiseerde vuurtoren.
Seskar was oorspronkelijk in bezit van Finland maar Stalin veroverde het vanwege de strategische ligging.